# Fotbal Club Botoșani 2017-2018
Questa voce raccoglie le informazioni riguardanti il Fotbal Club Botoșani nelle competizioni ufficiali della stagione 2017-2018.

## Rosa
Fonte:
| N. |                     | Ruolo | Calciatore       |
| -- | ------------------- | ----- | ---------------- |
|    | Moldavia (bandiera) | P     | Ianoș Brînză     |
|    | Romania (bandiera)  | P     | Alberto Cobrea   |
|    | Romania (bandiera)  | P     | Eduard Pap       |
|    | Romania (bandiera)  | D     | Florin Acsinte   |
|    | Romania (bandiera)  | D     | Andrei Burcă     |
|    | Romania (bandiera)  | D     | Stelian Cucu     |
|    | Romania (bandiera)  | D     | Andrei Dumitraș  |
|    | Romania (bandiera)  | D     | George Miron     |
|    | Romania (bandiera)  | D     | Nicolae Mușat    |
|    | Romania (bandiera)  | D     | Florin Plămadă   |
|    | Romania (bandiera)  | D     | Răzvan Tincu     |
|    | Romania (bandiera)  | D     | Bogdan Ungurușan |
|    | Romania (bandiera)  | C     | Vlad Achim       |
|    | Romania (bandiera)  | C     | Lóránd Fülöp     |
|    | Romania (bandiera)  | C     | Răzvan Greu      |

| N. |                           | Ruolo | Calciatore         |
| -- | ------------------------- | ----- | ------------------ |
|    | Romania (bandiera)        | C     | Claudiu Juncănaru  |
|    | Romania (bandiera)        | C     | Olimpiu Moruțan    |
|    | Romania (bandiera)        | C     | Răzvan Oaidă       |
|    | Romania (bandiera)        | C     | Alexandru Piftor   |
|    | Argentina (bandiera)      | C     | Jonathan Rodríguez |
|    | Romania (bandiera)        | C     | Tiberiu Serediuc   |
|    | Romania (bandiera)        | C     | Armand Şvichi      |
|    | Romania (bandiera)        | C     | Marian Târșă       |
|    | Romania (bandiera)        | A     | Mircea Axente      |
|    | Romania (bandiera)        | A     | Sebastian Chitoșcă |
|    | Romania (bandiera)        | A     | Cătălin Golofca    |
|    | Serbia (bandiera)         | A     | Bojan Golubović    |
|    | Arabia Saudita (bandiera) | A     | Naif Hazazi        |
|    | Romania (bandiera)        | A     | Mihai Roman        |